# Ashley Harkleroad
Ashley Harkleroad Adams (Rossville, 2 maggio 1985) è un'ex tennista statunitense.

## Biografia

### Carriera sportiva
Destrimane, è diventata professionista nel giugno del 2000. Il suo migliore anno è stato il 2003 quando nel torneo di Charleston ha sconfitto tre giocatrici classificate tra le prime venti (Elena Bovina, Meghann Shaughnessy e Daniela Hantuchová) prima di essere eliminata in semifinale da Justine Henin, ha raggiunto la più alta posizione nel ranking (numero 39) e disputato una finale di doppio (agli Open del Giappone).
L'anno successivo ha raggiunto la sua prima finale e unica finale, nel torneo di Auckland, che ha poi perso, contro Eléni Daniilídou.
A seguito di due gravidanze (2009 e 2011), la sua attività si è quasi del tutto interrotta, se si eccettua una breve parentesi nel 2010

### Servizio fotografico perPlayboye carriera pornografica
Il 25 maggio 2008, dopo essere stata eliminata al Roland Garros da Serena Williams, ha posato per un servizio fotografico per Playboy, che venne poi pubblicato nel numero di agosto. La Harkleroad si è detta particolarmente soddisfatta per essere la prima tennista ad averlo fatto. Serena Williams ha espresso ammirazione per la collega: «È una gran cosa che qualcuna sia tanto coraggiosa e forte».
Nel 2022 ha iniziato la carriera di attrice pornografica.

## Vita privata
È stata sposata dal dicembre del 2004 all'ottobre del 2006 con il tennista Alex Bogomolov. Dopo il divorzio ha sposato un altro tennista, Chuck Adams - per qualche tempo anche suo allenatore - dal quale ha avuto i suoi due figli: un maschio, Charlie, e una figlia, Loretta.

## Statistiche

### Singolare

#### Sconfitte (1)
| Legenda               |
| --------------------- |
| Grande Slam (0)       |
| Argenti Olimpici (0)  |
| WTA Championships (0) |
| Tier I (0)            |
| Tier II (0)           |
| Tier III (0)          |
| Tier IV (1)           |
| Tier V (0)            |

| N. | Data            | Luogo                 | Superficie | Avversaria in finale | Punteggio |
| 1. | 10 gennaio 2004 | ASB Classic, Auckland | Cemento    | Eléni Daniilídou     | 3-6, 2-6  |

### Doppio

#### Sconfitte (4)
| Legenda               |
| --------------------- |
| Grande Slam (0)       |
| Argenti Olimpici (0)  |
| WTA Championships (0) |
| Tier I (0)            |
| Tier II (0)           |
| Tier III (2)          |
| Tier IV (2)           |
| Tier V (0)            |

| N. | Data            | Torneo                                          | Superficie    | Partner         | Avversari in finale                 | Punteggio        |
| 1. | 5 ottobre 2003  | Japan Open Tennis Championships, Tokyo          | Cemento       | Ansley Cargill  | Marija Šarapova Tamarine Tanasugarn | 6(1)-7, 0-6      |
| 2. | 6 novembre 2005 | Bell Challenge, Québec                          | Sintetico (i) | Līga Dekmeijere | Anastasia Rodionova Elena Vesnina   | 7-6(4), 4-6, 2-6 |
| 3. | 14 maggio 2006  | I. ČLTK Prague Open, Praga                      | Terra rossa   | Bethanie Mattek | Marion Bartoli Shahar Peer          | 4-6, 4-6         |
| 4. | 21 maggio 2006  | Grand Prix SAR La Princesse Lalla Meryem, Rabat | Terra rossa   | Bethanie Mattek | Zheng Jie Yan Zi                    | 1-6, 3-6         |

## Risultati in progressione
| Sigla | Risultato               |
| ----- | ----------------------- |
| V     | Vincitore               |
| F     | Finalista               |
| SF    | Semifinalista           |
| O     | Oro olimpico            |
| A     | Argento olimpico        |
| SF    | Bronzo olimpico         |
| QF    | Quarti di Finale        |
| 4T    | Quarto turno            |
| 3T    | Terzo turno             |
| 2T    | Secondo turno           |
| 1T    | Primo turno             |
| RR    | Round Robin             |
| LQ    | Turno di qualificazione |
| A     | Assente                 |
| ND    | Non disputato           |

| Legenda superfici    |
| -------------------- |
| Cemento              |
| Terra battuta        |
| Erba                 |
| Superficie variabile |

### Singolare nei tornei del Grande Slam
| Torneo          | 2001 | 2002 | 2003 | 2004 | 2005 | 2006 | 2007 | 2008 | 2009 | 2010 | 2011 | 2012 |
| --------------- | ---- | ---- | ---- | ---- | ---- | ---- | ---- | ---- | ---- | ---- | ---- | ---- |
| Australian Open | A    | A    | A    | 1T   | A    | 2T   | 3T   | 1T   | A    | A    | A    | A    |
| Open di Francia | A    | A    | 3T   | 2T   | A    | 2T   | 2T   | 1T   | A    | A    | A    | A    |
| Wimbledon       | A    | A    | 1T   | 1T   | 1T   | 2T   | 1T   | 1T   | A    | A    | A    | A    |
| US Open         | 1T   | 1T   | 2T   | A    | 1T   | 1T   | 1T   | A    | A    | A    | A    | A    |

### Doppio nei tornei del Grande Slam
| Torneo          | 2001 | 2002 | 2003 | 2004 | 2005 | 2006 | 2007 | 2008 | 2009 | 2010 | 2011 | 2012 |
| --------------- | ---- | ---- | ---- | ---- | ---- | ---- | ---- | ---- | ---- | ---- | ---- | ---- |
| Australian Open | A    | A    | 1T   | 1T   | A    | A    | QF   | 1T   | A    | A    | A    | A    |
| Open di Francia | A    | A    | 1T   | A    | A    | 1T   | 1T   | QF   | A    | A    | A    | A    |
| Wimbledon       | A    | A    | 1T   | A    | A    | 3T   | 1T   | 1T   | A    | A    | A    | A    |
| US Open         | 1T   | 3T   | 1T   | A    | 1T   | 3T   | 2T   | A    | A    | A    | A    | A    |

### Doppio misto nei tornei del Grande Slam
| Torneo          | 2001 | 2002 | 2003 | 2004 | 2005 | 2006 | 2007 | 2008 | 2009 | 2010 | 2011 | 2012 |
| --------------- | ---- | ---- | ---- | ---- | ---- | ---- | ---- | ---- | ---- | ---- | ---- | ---- |
| Australian Open | A    | A    | A    | A    | A    | A    | A    | A    | A    | A    | A    | A    |
| Open di Francia | A    | A    | A    | A    | A    | A    | A    | A    | A    | A    | A    | A    |
| Wimbledon       | A    | A    | 1T   | A    | A    | A    | A    | A    | A    | A    | A    | A    |
| US Open         | 1T   | A    | 1T   | A    | A    | A    | QF   | A    | A    | A    | A    | A    |

## Vittorie contro giocatrici Top 10
| Stagione | 2003 | Totale |
| Vittorie | 2    | 2      |

| #    | Giocatrice             | Ranking | Evento                      | Superficie  | Turno | Punteggio        | Rank. AHR |
| ---- | ---------------------- | ------- | --------------------------- | ----------- | ----- | ---------------- | --------- |
| 2003 |                        |         |                             |             |       |                  |           |
| 1.   | Daniela Hantuchová (1) | 9       | Charleston Open, Charleston | Terra verde | QF    | 6-2, 6-1         | 101       |
| 2.   | Daniela Hantuchová (2) | 9       | Open di Francia, Parigi     | Terra rossa | 2T    | 7-6(2), 4-6, 9-7 | 52        |